# Lidköpings FK
Lidköpings FK is een voetbalclub uit Lidköping, Västergötland, Zweden.
De club heeft zowel een mannen- als een vrouwenafdeling, en is een van de grootste in haar regio met ongeveer 840 aangesloten spelers van alle leeftijden en 140 coaches. De eerste mannelijke ploeg speelt in 2020 in Division 2 Norra Götaland, het vierde niveau in het Zweedse voetbal. De eerste vrouwelijke ploeg speelt in 2018 in Elitettan, het tweede niveau in het Zweedse voetbal.
De club speelt in rood-zwarte kleuren. Het thuisstadion is Framnäs IP en heeft een capaciteit van 2500 toeschouwers.